# Pływanie niemowląt

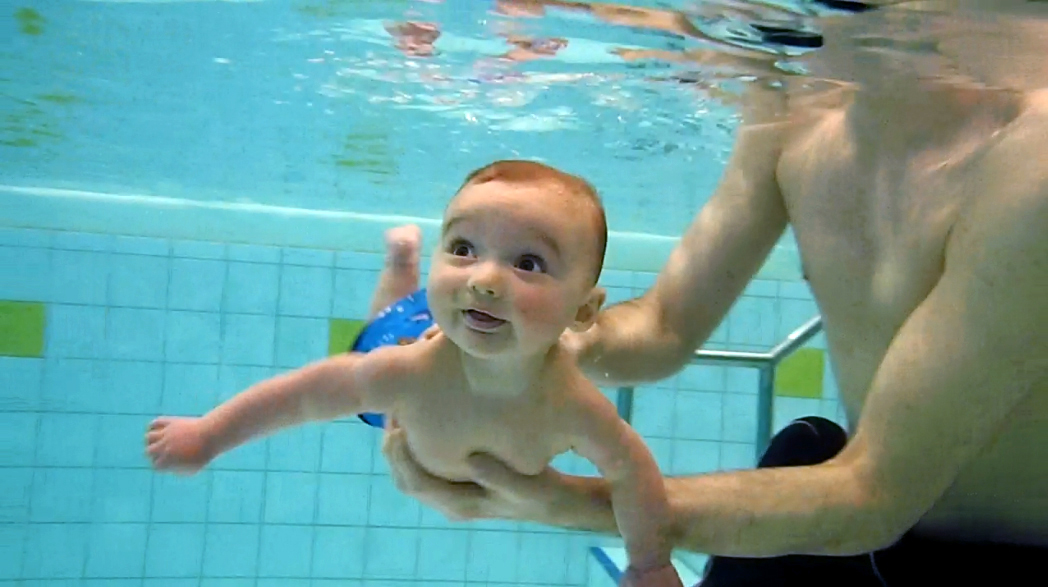
Niemowlak pod wodą

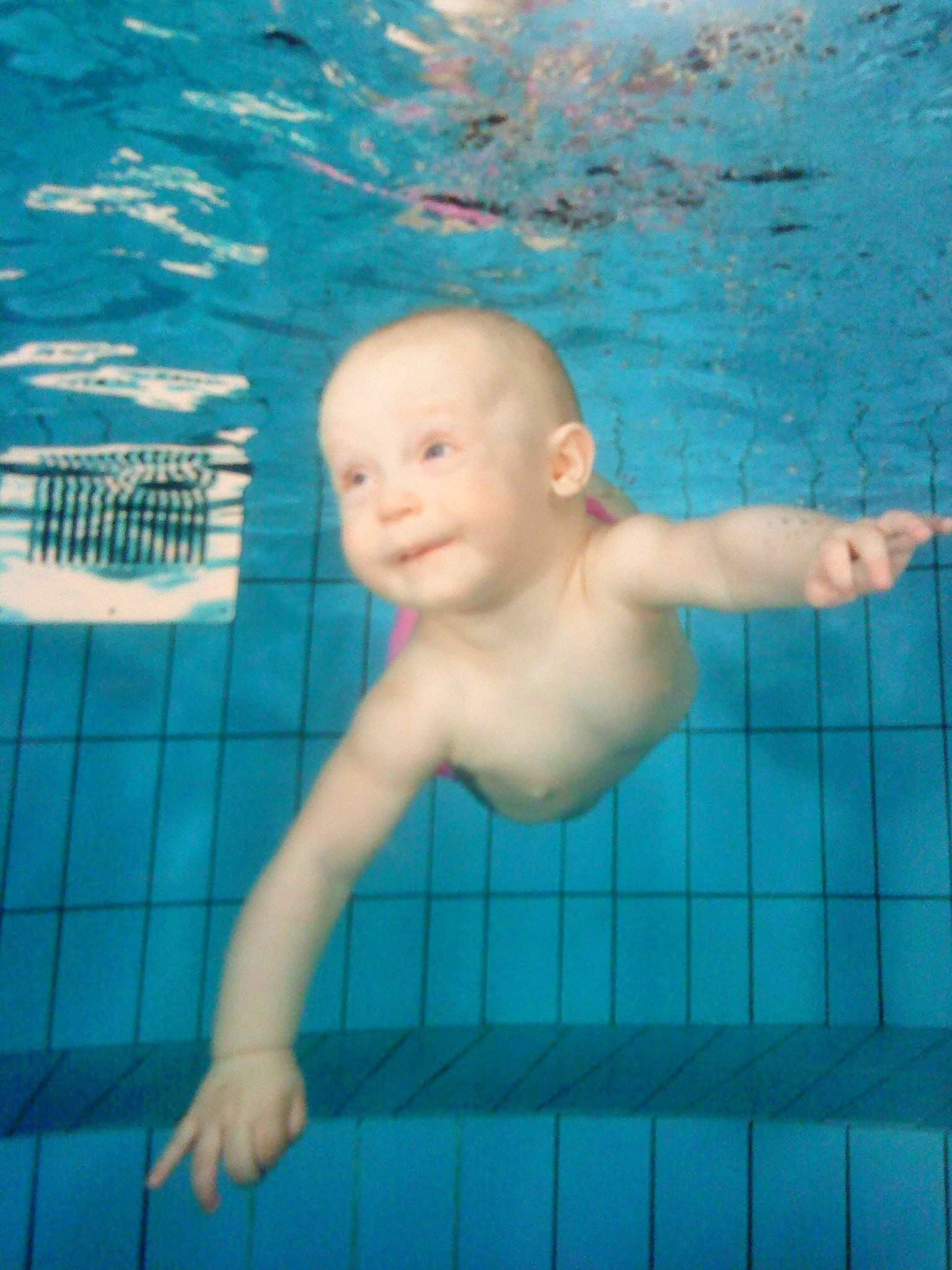
Samodzielnie nurkujący niemowlak

Pływanie niemowląt – zachowana z okresu płodowego umiejętność pływania oraz nurkowania przez niemowlęta.
Zalecany okres na rozpoczęcie ćwiczeń z niemowlętami w wodzie to okres między 3 a 5 miesiącem życia, kiedy dziecko ma już odpowiednią wagę (ok. 7 kg), posiada aktywny system immunologiczny, sztywno trzyma główkę oraz ma jeszcze żywy odruch niezachłystywania się, wywodzący się z życia płodowego. Z czasem odruch ten zaczyna zanikać.
Ćwiczenie niemowląt i małych dzieci w pływaniu w wodzie o dużej głębokości określa się czasem nazwą akwakinetyka.